# Simulium brunneum
Simulium brunneum är en tvåvingeart som först beskrevs av Yankovsky 1977.  Simulium brunneum ingår i släktet Simulium och familjen knott. Inga underarter finns listade i Catalogue of Life.